# Hans Rainer Maurer

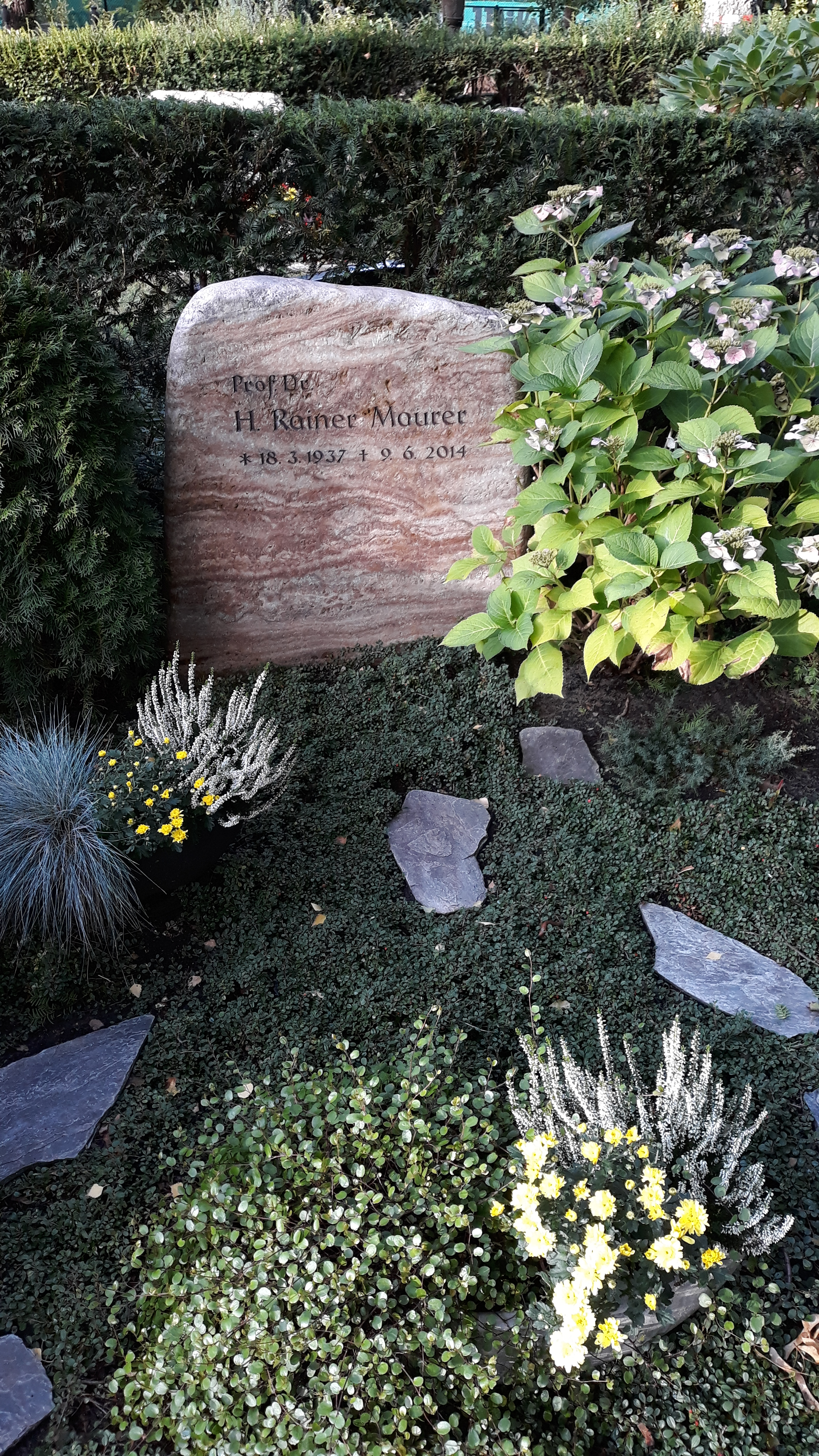
Das Grab von H. Rainer Maurer auf dem Evangelischen Kirchhof Nikolassee in Berlin.

H. Rainer Maurer (* 18. März 1937 in Tübingen; † 9. Juni 2014 in Berlin) war ein deutscher Pharmazeut und Hochschullehrer für Pharmazie.

## Leben
Nach dem Abitur 1956 in Ulm absolvierte Maurer das zweijährige pharmazeutische Praktikum in Heidenheim. Anschließend studierte er an der Ludwig-Maximilians-Universität München Pharmazie. Als Maurer 4 wurde er 1958 im Corps Makaria München recipiert. 1961 legte er die pharmazeutische Prüfung ab. Mit einer Doktorarbeit am Physiologisch-Chemischen Institut wurde er 1964 zum Dr. rer. nat. promoviert. 1964/65 war er Postdoc am California Institute of Technology in Pasadena.  Danach war er wissenschaftlicher Assistent im Biochemischen Institut des Deutschen Krebsforschungszentrums in Heidelberg. 1974 wechselte er als wissenschaftlicher Assistent an das Max Planck-Institut für Virusforschung in Tübingen. Hier habilitierte er sich 1972 für Pharmazeutische Chemie. Im Jahr darauf folgte er dem Ruf der Freien Universität Berlin als Professor für  Pharmazeutische Biologie. In mehr als 200 Originalarbeiten befasste er sich mit Alternativen zu Tierversuchen und mit der molekularen Wirkungsweise von Steroidhormonen. Für den in vitro-Nachweis von Chemotherapeutika und Immuntherapeutika entwickelte er Zellkulturen. Er organisierte Tagungen und Experimentalkurse auf dem Gebiet des Tissue Engineering.

## Publikationen
- Hans Rainer Maurer: Disc electrophoresis and related techniques of polyacrylamide gel electrophoresis, Verlag de Gruyter, Berlin, New York 1971, 1. engl. Aufl., ISBN 978-3-11-003495-0.
- Schröder CP, Maurer HR. Tributyrin-induced differentiation promotes apoptosis of LS 174T colon cancer cells in vitro. Int J Oncol. 2002 Jan;20(1):195-200. PMID 11743664.

## Ehrungen
- Felix-Wankel-Tierschutz-Forschungspreis (1983)
- Hauptpreis der Erna-Graff-Stiftung für Tierschutz (1987)
- Ehrenmitglied der Gesellschaft für Zell- und Gewebezüchtung (1999)